# Melanosciadium
Melanosciadium là chi thực vật có hoa trong họ Apiaceae.